# Хале (Шлезвиг-Холштајн)
Хале (њем. Haale) град је у њемачкој савезној држави Шлезвиг-Холштајн. Једно је од 165 општинских средишта округа Рендсбург. Према процјени из 2010. у граду је живјело 476 становника. Посједује регионалну шифру (AGS) 1058068.

## Географски и демографски подаци
Хале се налази у савезној држави Шлезвиг-Холштајн у округу Рендсбург. Град се налази на надморској висини од 8 метара. Површина општине износи 13,0 km². У самом граду је, према процјени из 2010. године, живјело 476 становника. Просјечна густина становништва износи 37 становника/km².